# Бели-Манастир
Бе́ли-Манасти́р (хорв. Beli Manastir, венг. Pélmonostor) — город в восточной части Хорватии. Расположен в Славонии, в регионе Баранья, в непосредственной близости от границ с Венгрией (на север от города) и Сербией (на восток).

## Общие сведения
Население города 8 671 чел. (2001). Административно принадлежит провинции Осиек-Баранья. В 30 километрах на юг от города находится Осиек, в 30 километрах к северу — венгерский Мохач, в 45 километрах к востоку — сербский Сомбор.
Через город проходит автомобильное шоссе Плоче-Сараево-Осиек-Будапешт, часть Панъевропейского транспортного коридора.
Промышленность города представлена сахарным заводом, заводом стальных колесных дисков, трикотажной фабрикой и несколькими мелкими предприятиями.
Название города происходит от слов Белый монастырь. Это имя город получил лишь в 1923 году, до этого он назывался Пел или Пелмоностор в венгерском языке и Моностор или Моноштор в славянских. Впервые город упомянут в 1212 году.
Монастырь, давший имя городу, был основан здесь в IX веке, однако впоследствии разрушен и до наших дней не сохранился.

## Демография
В городе, как и во всей Славонии, исторически проживало смешанное население. В разные периоды истории большинство населения в городе составляли хорваты, венгры, немцы, сербы. Традиционно велика была доля цыган. После войны в Хорватии в городе уменьшилась доля сербского населения. По переписи 2001 года в Бели-Манастир проживало 55,4 % хорватов, 26,5 % сербов, 8,5 % венгров, по 1 % цыган, немцев, словенцев, черногорцев, албанцев и боснийцев. Перепись 2011 года показала, что в городе проживает 5750 чел. Из них хорватов — 57,11 %, сербов — 25,55 %, венгров — 7,96 %, цыган 2,99 %.